# جون إرنست ويفر
جون إرنست ويفر (بالإنجليزية: John Ernest Weaver)‏ هو أستاذ جامعي وعالم نبات أمريكي، ولد في 5 مايو 1884 في آيوا في الولايات المتحدة، وتوفي في 8 يونيو 1966 في لنكن في الولايات المتحدة.